# Crassatelloidea
Crassatelloidea zijn een superfamilie van tweekleppigen uit de orde Carditida.

## Taxonomie
De volgende families zijn bij de superfamilie ingedeeld:
- Astartidae d'Orbigny, 1844 (1840)
- Crassatellidae Férussac, 1822
- † Myophoricardiidae Chavan, 1969